# Сольові відклади
Сольові́ ві́дклади (рос. солевые отложения; англ. salt deposits, saline deposits; нім. Salzablagerungen f pl) — відклади неорганічних солей, які випадають із пластових вод та накопичуються в пласті і на внутрішній поверхні промислового обладнання під час розробки багатьох нафтових і газових родовищ. Це істотно ускладнює процеси видобування нафти і газу.

## Загальний опис
Основні компоненти більшості відкладів: карбонат кальцію (СаСО3), сульфат кальцію (мінерали гіпс CaSO4·2Н2О і ангідрит CaSO4), сульфат барію (BaSO4). У значних кількостях у складі відкладів є різні домішки: сульфат стронцію (SrSO4), карбонат стронцію (SrCO3), карбонат барію (ВаСО3), карбонат магнію (MgCO3), хлорид натрію (NaCl), сульфат радію (RaSO4). Зустрічаються механічні домішки, продукти корозії (оксид заліза Fe2O3, дисульфід заліза FeS2) і ін. У привибійній зоні нагнітальних свердловин в складі неорганічних осадів часто зустрічається продукти життєдіяльності бактерій. Відклади чистих сульфатних і вуглекислих солей зустрічаються рідко. Звичайно вони являють собою суміш основного неорганічного компонента з частинками нафти, силікатів, парафіну, продуктів корозії, домішок інших солей.
Більшість відкладів має кристалічну структуру. Процес їхнього формування являє собою масову кристалізацію в складних гідродинамічних умовах, в широкому інтервалі температур і перенасичення розчину солями в присутності більшої кількості домішок, які мають суттєвий вплив на характер (властивості) кристалічних осадів.
Утворення кристалічних неорганічних солей як процес складається з ряду основних етапів:
- перенасичення розчину солями;
- зародкоутворення;
- ріст кристалів;
- перекристалізація.

Несумісність запомповуваної води з пластовою — одна з головних причин солевідкладень на більшості нафтових родовищ. Існують і інші фактори, які сприяють утворенню солевідкладень:
- вилуговування солей, які містяться в пласті;
- процеси збагачення запомповуваних вод солями внаслідок контактування їх з похованими (залишковими) водами;
- підвищення розчинності води в нафті зі збільшенням температури (тобто в умовах нафтових родовищ вуглеводні, відволікаючи на себе частину води, можуть служити висолювачами).

У разі відкладення солей карбонатів, з допомогою соляної кислоти добре вилучаються карбонати кальцію і магнію. Для боротьби з пухкими відкладами гіпсу в початковий період гіпсування обладнання використовуються 10—15 % розчини карбонату і бікарбонату натрію чи калію. При цьому гіпс перетворюється в карбонат кальцію, який потім вилучають соляною кислотою. Для вилучення щільних, погано проникних осадів застосовують більш ефективні розчини: гідроксиди натрію і калію, 20 % розчин каустичної соди (технічна назва їдкого натру). Запропоновано багато інших складів реагентів для видалення солевідкладів.

## Боротьба з солевідкладеннями
Найкращою гарантією для безаварійної експлуатації свердловин є запобігання відкладенню солей. Для цього використовуються відповідні інгібітори солевідкладень, які закачуються в привибійну зону свердловини.
До сучасних інгібіторів відкладення солей ставляться вимоги не тільки високої інгібуючої здатності, але і швидкої та найбільш повної адсорбції на поверхні породи при закачуванні та повільної і повної десорбції в процесі експлуатації свердловин. Підбір інгібітора відкладення солей, з урахуванням його адсорбційно-десорбційної здатності, дозволяє забезпечити раціональне винесення реагента з привибійної зони свердловини і збільшити час та ефективність запобігання попередження солевідкладень.